# Поліція Бангладеш
Поліція Бангладеш (бенг. বাংলাদেশ পুলিশ) — головне правоохоронне відомство Бангладеш, підпорядковане Міністерству внутрішніх справ Бангладеш. Відіграє вирішальну роль у підтриманні миру та забезпеченні правопорядку на території держави. Попри те, що поліція перш за все відповідальна за правопорядок і безпеку людей та майна фізичних осіб, вона також відіграє неабияку роль у системі кримінального правосуддя.

## Історія
На ранній стадії промислової революції, коли Англія зіткнулася з серйозною кризою через соціально-економічну трансформацію, гостро відчувалася необхідність дієвої організованої поліційної служби. Тодішній прем'єр-міністр сер Роберт Піль 1829 року вніс до британського парламенту законопроєкт про створення організованої державної поліції в Лондоні. Коли 1858 р. всю владу над Індійською територією було передано від Ост-Індійської компанії до британського уряду, успіх лондонської поліції спонукав британську владу реформувати систему органів правопорядку на субконтиненті на зразок британських правоохоронних органів. Із цією метою парламент Великої Британії ухвалив Закон про поліцію (Act V of 1861). Згідно з цим законом у кожній провінції Британської Індії було створено сили поліції, які передавалися під управління провінційного уряду. Керівництво поліції провінції покладалося на офіцера, призначеного на посаду генерального інспектора поліції. Керівництво поліції в окрузі здійснював начальник поліції. Закон досі діє на всьому субконтиненті, регулюючи функції поліції Бангладеш та інших розташованих на ньому держав.
Після поділу Індії 1947 р. поліція Бангладеш спочатку дістала назву «поліція Східної Бенгалії», а потім — «поліція Східного Пакистану». Однак вона й далі функціонувала на тих самих засадах, що й під час британського правління.
Бенгальськомовні співробітники поліції спільно з іншими громадянами брали участь у війні за незалежність Бангладеш, воюючи проти пакистанців гвинтівками, що стріляли патронами .303 British. Опір бенгальських працівників поліції у столичному районі Раджарбаг вважається першим розділом історії збройного протиборства під час визвольної війни у Бангладеш. У січні 2017 р. поліція Бангладеш заснувала в Раджарбагу музей визвольної війни.
З появою незалежної держави Бангладеш 16 грудня 1971 р. ця силова структура здобула визнання та взяла на себе роль національної поліції У січні 2004 р. уряд, керований Націоналістичною партією Бангладеш, вилучив з емблеми сил поліції човен, оскільки той був символом тодішньої опозиційної партії Авамі Ліг. Поліція використовувала човен у своєму символі з часу здобуття незалежності Бангладеш.

## Жінки у бангладеській поліції
Жінки вперше з'явилися серед службовців поліції Бангладеш у 1974 р., коли 14 жінок-поліціянток було призначено у Спеціальну службу: сім із них — у званні помічника інспектора (субінспектора), а сім — у чині констебля. Перших співробітниць поліції в уніформі було набрано двома роками пізніше, у 1976 р., коли 15 правоохоронниць дістали призначення в столичну поліцію Дакки. Вони також були в ранзі констебля і субінспектора.
1986 року була лише одна співробітниця поліції — заступниця начальника відділу поліції Фатема Бегум. Через два роки, 1988 р., лави поліції Бангладеш поповнилися чотирма жінками. Після тривалої перерви з 1989 по 1998 р. 1999 року на посади в поліцію було призначено вісім жінок. 21 червня 2011 р. було створено жіночий озброєний батальйон поліції (11-й батальйон цієї силової структури).
Станом на 2010 р., поліція Бангладеш налічувала 2240 жінок у ранзі від констебля до начальника поліції.

## Миротворчі місії ООН
З часу своєї першої місії в Намібії 1989 р. поліція Бангладеш долучалася до численних миротворчих операцій ООН.
Перелік завершених і нинішніх миротворчих місій сил ООН за участі поліції Бангладеш:
| № з/п | Назва місії     | Країна                | Період    |
| ----- | --------------- | --------------------- | --------- |
| 1     | UNTAG           | Намібія               | 1989–1990 |
| 2     | UNTAC           | Камбоджа              | 1992–1994 |
| 3     | UNPROFOR        | Югославія             | 1992–1996 |
| 4     | ONUMOZ          | Мозамбік              | 1993–1994 |
| 5     | UNAMIR          | Руанда                | 1993–1995 |
| 6     | UNMIH           | Гаїті                 | 1994–1995 |
| 7     | UNAVEM III      | Ангола                | 1995–1999 |
| 8     | UNTAES          | Східна Славонія       | 1996–1998 |
| 9     | UNMIBH          | Боснія                | 1996–2002 |
| 10    | UNAMET і UNTAET | Східний Тимор         | 1999–2002 |
| 11    | UNMIK           | Косово                | 1999–2009 |
| 12    | UNAMSIL         | Сьєрра-Леоне          | 2000      |
| 13    | UNMIL           | Ліберія               | з 2003    |
| 14    | UNOCI           | Берег Слонової Кістки | з 2004    |
| 15    | UNMIS           | Судан                 | 2005–2011 |
| 16    | MONUSCO         | ДРК                   | з 2005    |
| 17    | UNMIT           | Східний Тимор         | 2006–2012 |
| 18    | UNAMID          | Дарфур                | з 2007    |
| 19    | UNAMA           | Афганістан            | 2008–2010 |
| 20    | UNMISS          | Південний Судан       | з 2011    |

## Корупція
Поліцію Бангладеш критикують за політичний вплив на всіх рівнях та за те, що основні рішення ухвалюються з політичних міркувань. Серед правоохоронних органів доволі поширена корупція, на тлі якої найчастіше трапляються випадки смертності під вартою та катування.
У січні 2016 посадовець корпорації «Дака Саут-Сіті» зазнав катувань від співробітників столичної поліції Даки. В тому самому місяці субінспектора столичної поліції звинуватили у катуванні та спробі здирства грошей у чиновника Банку Бангладеш. Поліцію Бангладеш звинувачують у причетності до злочинів, включаючи зґвалтування та вбивства. Бангладеська опозиційна партія звинуватила поліцію у тому, що вона використовується для придушення опозиційних партій. Підзвітність поліції викликає сумніви у ЗМІ. 230 працівників поліції Барісала створили колективний фонд підкупу для просування по службі. Поліція Бангладеш зіткнулася з критикою, наказавши світським блогерам ввести самоцензуру після нападів на противників релігії, що трапилися в країні. Дружина Авіджіта Роя звинувачувала поліцію Бангладеш у бездіяльності під час нападу на її чоловіка. Британський уряд зіткнувся з критикою за допомогу поліції Бангладеш, яка могла бути використана для придушення дисидентів.